# جيمس رامزي (سياسي كندي)
جيمس رامزي هو سياسي كندي، ولد في 4 أبريل 1864 في إملي سيتي في الولايات المتحدة، وتوفي في 23 ديسمبر 1939 في باهاماس. حزبياً، نشط في الرابطة التقدمية المحافظة في ألبرتا ‏. وقد انتخب عضو الجمعية التشريعية ألبرتا.